# David Conner (biskup)
David John Conner, KCVO (* 6. dubna 1947 Erith) je britský anglikánský biskup. Od roku 1998 slouží jako děkan ve Windsoru. V letech 2001 až 2009 byl navíc biskupem britských ozbrojených sil. V letech 1994 až 1998 působil jako biskup z Lynnu, sufragánní biskup diecéze Norwich a jako školní kaplan.

## Životopis
Conner je syn Williama Ernesta Connera a Joan Millingtonové Connerové. Vzdělání získal na Erith Grammar School, poté na Exeter College v Oxfordu a St Stephen's House v Oxfordu. Dne 29. června 1971 byl vysvěcen na jáhna Christopherem Pepysem, biskupem z Buckinghamu v St Martin's ve Fenny Stratford. Brzy po vysvěcení přešel do kaplanství na St Edward's School v Oxfordu. Tam byl v roce 1972 ve školní kapli vysvěcen na kněze Kennethem Woollcombem, biskupem z Oxfordu. V letech 1994 až 1998 sloužil jako biskup z Lynnu, v tomto roce byl jmenován děkanem ve Windsoru; v této roli Conner také zastává post preláta Podvazkového řádu a je dvorním kaplanem královny Alžběty II. Od roku 2001 do roku 2009 byl také biskupem britských ozbrojených sil. Na biskupa byl vysvěcen 2. února 1994 v katedrále sv. Pavla Georgem Careym, arcibiskupem z Canterbury. Jeho první bohoslužby ve Windsoru dne 7. prosince 1998 se zúčastnila královna Alžběta II. a princ Philip, vévoda z Edinburghu.

## Vyznamenání
Conner byl v roce 2010 jmenován rytířem-komandérem Královského řádu Viktoriina (KCVO).

## Osobní život
V roce 1969 se Conner oženil s Jayne Marií Evansovou; mají dva syny.